# La Brabanzona
La Brabanzona (en francés: La Brabançonne; en neerlandés y alemán: Brabançonne) es el himno nacional de Bélgica. La versión original fue compuesta en francés, aunque existen versiones en neerlandés y alemán, los tres idiomas oficiales de Bélgica.
El himno fue escrito en 1830 por el actor francés Hypolite Louis Alexandre Dechet, conocido como «Jenneval» (Lyon, 27 de enero de 1803-Lierre, 19 de octubre de 1830), que actuaba en un teatro de Bruselas. Tomó parte en la lucha por la independencia de Bélgica y cayó en Lierre.
La música se debe a François van Campenhout.

## Letra
Letra en francés

Noble Belgique, ô mère chérie,

À toi nos cœurs, à toi nos bras,

À toi notre sang, ô Patrie!

Nous le jurons tous, tu vivras!

Tu vivras toujours grande et belle

Et ton invincible unité

Aura pour devise immortelle:

"Le Roi, la Loi, la Liberté!"

Aura pour devise immortelle:

"Le Roi, la Loi, la Liberté!" (3 x)

Traducción en español de letra francésa

Noble Bélgica, oh madre querida,

A ti nuestros corazones, a ti nuestros brazos,

A ti nuestra sangre, ¡oh patria!

Todos lo juramos, ¡vivirás!

¡Vivirás siempre grande y bella!

Y tu invencible unidad

Tendrá por lema inmortal:

"¡El Rey, la Ley, la Libertad!"

Tendrá por lema inmortal:

"¡El Rey, la Ley, la Libertad!"(3 x)

Letra en neerlandés

O dierbaar België, o heilig land der vaad'ren

Onze ziel en ons hart zijn u gewijd.

Aanvaard ons kracht en het bloed van onze ad'ren,

Wees ons doel in arbeid en in strijd.

Bloei, o land, in eendracht niet te breken;

Wees immer u zelf en ongeknecht,

Het woord getrouw, dat ge onbevreesd moogt spreken:

"Voor Vorst, voor Vrijheid en voor Recht!" 

Het woord getrouw, dat ge onbevreesd moogt spreken:

"Voor Vorst, voor Vrijheid en voor Recht!" (3 x)

Traducción en español de letra neerlandésa

Oh! Querida Bélgica, oh tierra sagrada de nuestros padres

Nuestras almas y corazones están dedicados a ti.

Acepta nuestra fuerza y la sangre de nuestras venas,

Sean nuestra meta en el trabajo y en la lucha.

Florece, oh tierra, en unión inquebrantable;

Sé siempre tú mismo y no esclavizado,

La palabra fiel, para que habléis sin miedo:

"¡Por el Rey, por la Libertad y por la Justicia!"

La palabra fiel, para que habléis sin miedo:

"¡Por el Rey, por la Libertad y por la Justicia!"(3 x)

Letra en alemán

O liebes Land, o Belgiens Erde,

Dir unser Herz, Dir unsere Hand,

Dir unser Blut, dem Heimatherde,

Wir schwören's Dir, o Vaterland!

So blühe froh in voller Schöne,

Zu der die Freiheit Dich erzog,

Und fortan singen Deine Söhne;

Gesetz und König und die Freiheit hoch!

Und fortan singen Deine Söhne;

Gesetz und König und die Freiheit hoch! (3 x)

Traducción en español de letra alemána

Oh querido país, oh tierra de Bélgica,

A ti nuestro corazón, a ti nuestra mano,

Nuestra sangre para ti, oh tierra natal,

Te lo juramos, oh patria.

Así que florece felizmente en plena belleza,

a que la libertad te elevó,

y desde ahora canten tus hijos:

“¡Viva! el Rey, la ley y la libertad!”.

y desde ahora canten tus hijos:

“¡Viva! el Rey, la ley y la libertad!”.(3 x)

## Música
Archivo MIDI (5 Kb)

 Archivo AU (mejor calidad) (570 Kb) Archivado el 30 de octubre de 2005 en Wayback Machine.